# البشتی دو ارگش
البشتی دو ارگش (به لاتین: Albeștii de Argeș) یک منطقهٔ مسکونی در رومانی است که در شهرستان ارجش واقع شده‌است.

## خصوصیات
البشتی دو ارگش ۵٬۸۹۶ نفر جمعیت دارد.